# John Scrymgeour, 1. Viscount of Dudhope

Wappen des John Scrymgeour, 1. Viscount of Dudhope

John Scrymgeour, 1. Viscount of Dudhope (* 1570; † 7. März 1643) war ein schottischer Politiker und Peer.

## Leben
Er war der Sohn des schottischen Diplomaten und Parlamentsabgeordneten für Dundee Sir James Scrymgeour († 1612), Laird of Dudhope, aus dessen Ehe mit Margaret Carnegie († 1576), Tochter des Sir Robert Carnegie († 1565), Laird of Kinnaird. Beim Tod seines Vaters erbte er 1612 dessen erbliche Ämter als Träger der königlichen Standarte von Schottland und als 11. Constable von Dundee.
1612, 1617 und 1621 für Forfarshire und von 1628 bis 1633 für Argyllshire war er Abgeordneter im schottischen Parlament. Am 15. November 1641 verlieh ihm König Karl I. in der Peerage of Scotland die erblichen Adelstitel Viscount of Dudhope und Lord Scrimgeour, mit dem besonderen Zusatz, dass die Titel in Ermangelung eigener männlicher Nachkommen auch an den jeweils nächstverwandten männlichen Erben vererbbar sei (remainder to his heirs male whatsoever). Aufgrund der Titel wurde er auf Lebenszeit Mitglied des Parlaments.
Als er 1643 starb, erbte sein ältester Sohn James seine Adelstitel.

## Ehe und Nachkommen
Im September 1596 heiratete er Margaret Seton, Tochter des David Seton, 7. Laird of Parbroath. Mit ihr hatte er fünf Söhne und vier Töchter:
- James Scrymgeour, 2. Viscount of Dudhope (⚔ 1644 bei Marston Moor), ⚭ Lady Isabella Ker, Tochter des Robert Ker, 1. Earl of Roxburghe;
- Hon. John Scrymgeour († 1654);
- Hon. David Scrymgeour († 1647), ⚭ Jean Cockburn;
- Hon. Andrew Scrymgeour († 1621);
- Hon. Alexander Scrymgeour († 1640);
- Hon. Magdalene Scrymgeour, ⚭ 1617 Sir Alexander Irvine, 10. Laird of Drum;
- Hon. Mary Scrymgeour, ⚭ 1623 Peter Hay, 7. Laird of Megginch;
- Hon. Margaret Scrymgeour, ⚭ 1627 Sir Thomas Thomson, Laird of Duddingston;
- Hon. Jane Scrymgeour, ⚭ 1632 Hon. Sir John Carnegie († 1654), Laird of Craig, Sohn des David Carnegie, 1. Earl of Southesk.